# Бархатница цирцея
Бархатница цирцея  (лат. Brintesia circe) — дневная бабочка, единственный представитель рода Brintesia.

## Описание
Крупная бабочка с размахом крыльев в среднем 65—80 миллиметров. Окраска главным образом чёрная или тёмно-коричневая с широкой вертикальной белой полосой, располагающейся у краёв всех крыльев, и второй белой полосой на нижних крыльях.

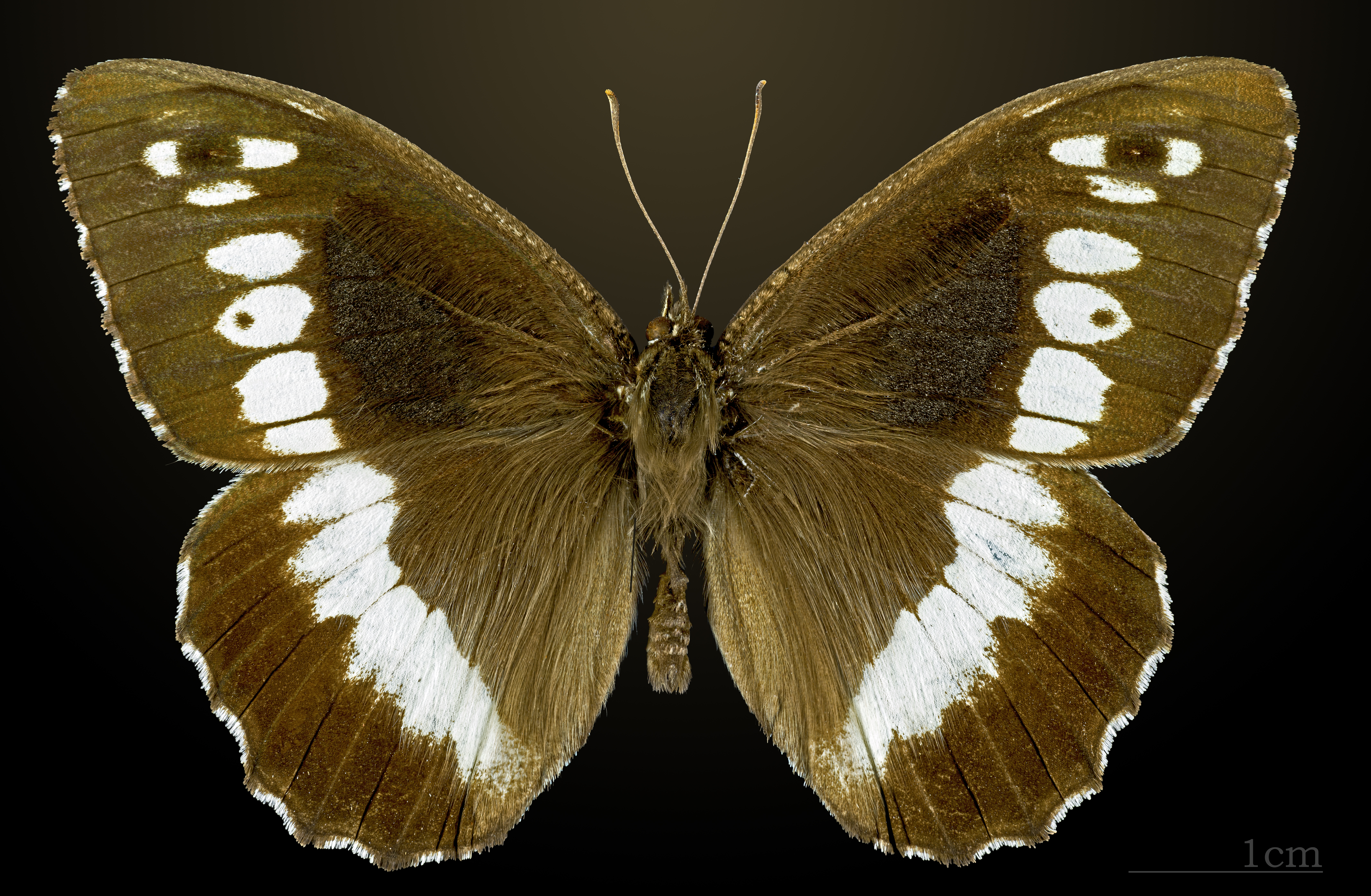
♂
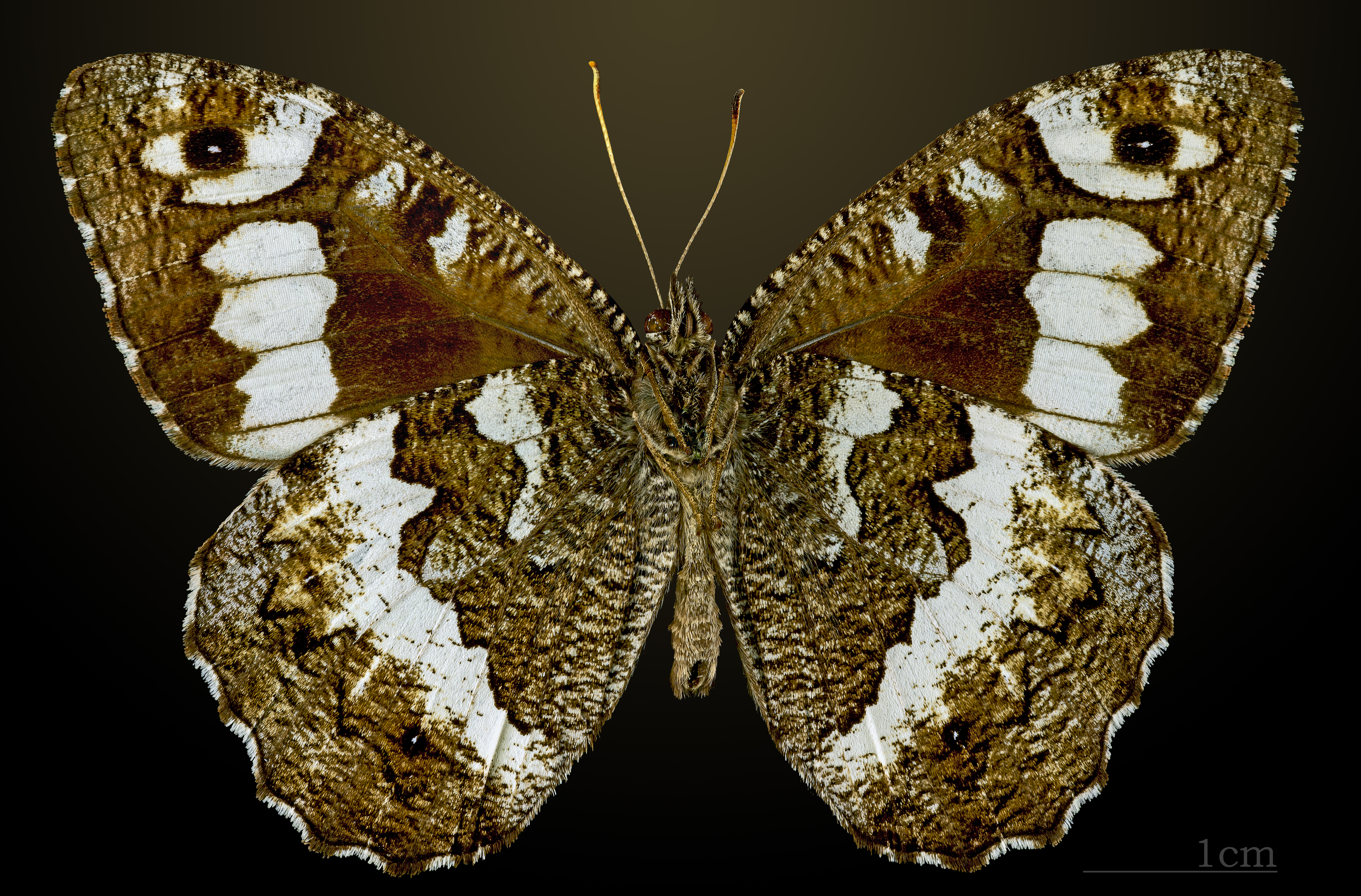
♂ △
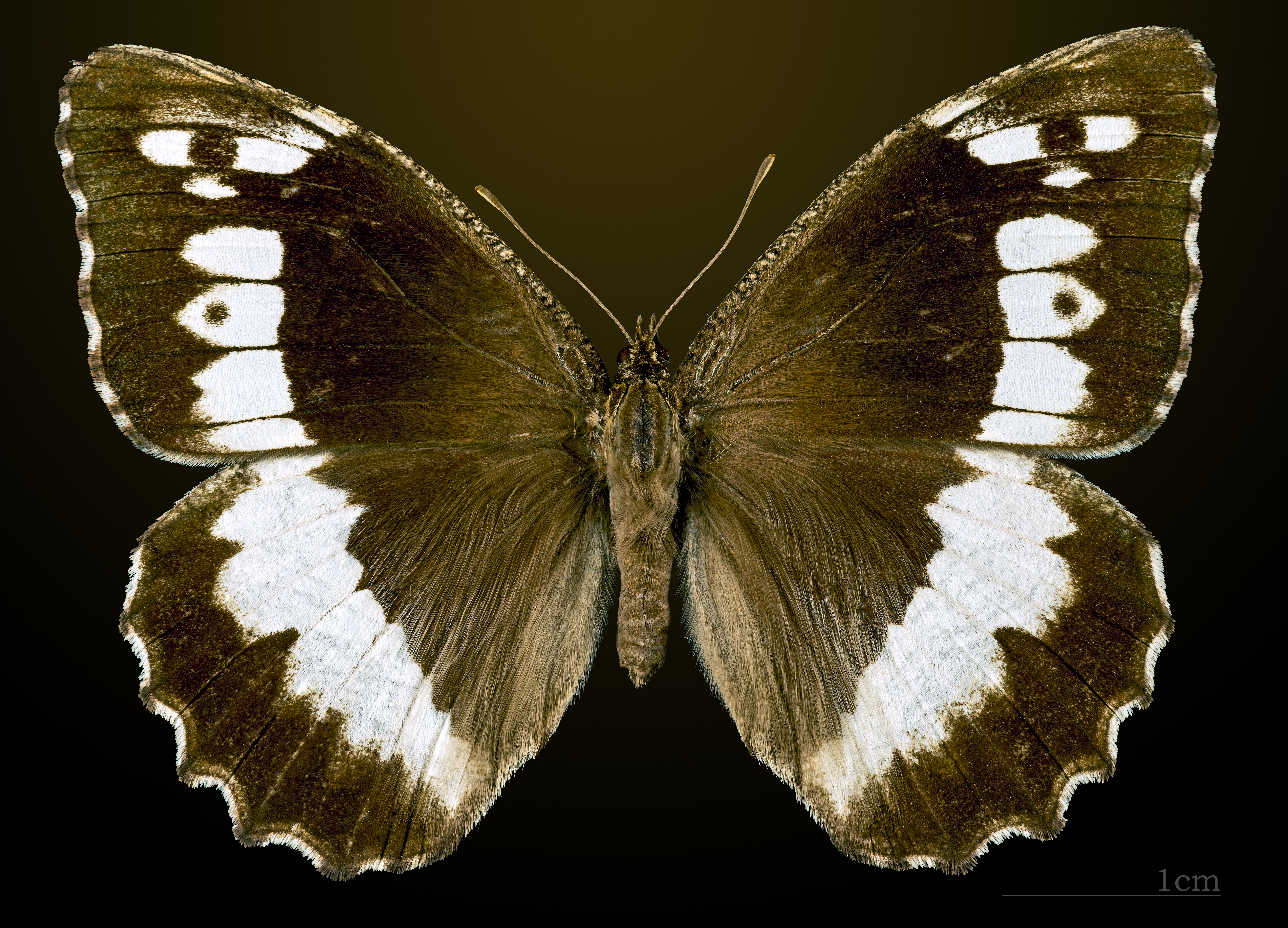
♀
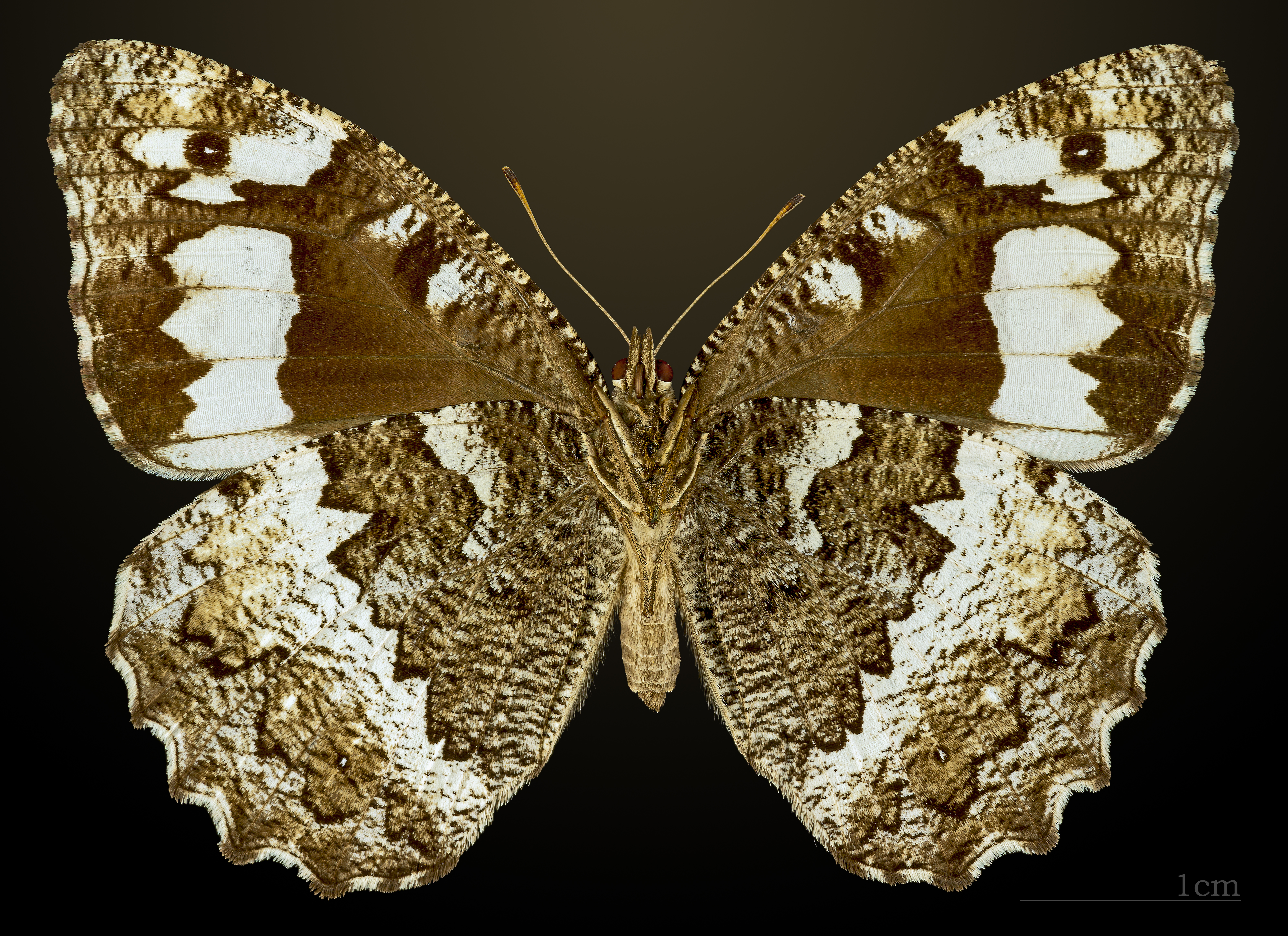
♀ △

Бабочки летают с июня по сентябрь, питаясь нектаром цветов. Гусеницы питаются различными травянистыми растениями (главным образом, душистый колосок, костёр, разновидности овсяницы и сеслерии). Зимует с сентября по июнь в виде личинки.
Бабочки предпочитают сухие луговины в лесу, просеки в лиственных лесах, реже заливные луга. Любит летать на верхушках деревьев, на лесную подстилку спускается не часто.

## Ареал
Вид распространён в центральной и южной Европе — Испания, Франция, Италия, Греция, южная Германия и Польша, а также в Малой Азии и на Кавказе до Ирана.